# Jeżoskórka czarnoostrzowa
Jeżoskórka czarnoostrzowa, czubajeczka czarnoostrzowa (Echinoderma hystrix (F.H. Møller & J.E. Lange) Bon) – gatunek grzybów z rodziny pieczarkowatych (Agaricaceae).

## Systematyka i nazewnictwo
Pozycja w klasyfikacji według Index Fungorum: Echinoderma, Agaricaceae, Agaricales, Agaricomycetidae, Agaricomycetes, Agaricomycotina, Basidiomycota, Fungi.
Po raz pierwszy opisali go w 1940 r. Friedrich Alfred Möller i Jakob Emanuel Lange, nadając mu nazwę Lepiota hystrix. W 1991 r. Marcel Bon przeniósł go do rodzaju Echinoderma. Synonimy:
- Cystolepiota hystrix (F.H. Møller & J.E. Lange) Knudsen 1978
- Lepiota acutesquamosa f. typica Kühner 1936
- Lepiota hystrix F.H. Møller & J.E. Lange 1940

W 2003 r. Władysław Wojewoda zarekomendował polską nazwę czubajeczka czarnoostrzowa dla synonimu Lepiota hystrix. Jest niespójna z aktualną nazwą naukową. W 2021 r. Komisja ds. Polskiego Nazewnictwa Grzybów Polskiego Towarzystwa Mykologicznego zarekomendowała nazwę jeżoskórka czarnoostrzowa.

## Morfologia
Kapelusz
O średnicy 5 cm, pokryty ciemnymi piramidalnymi łuseczkami, krótkimi i nietrwałymi.
Blaszki
Dość gęste, białe, nie rozwidlone, z delikatnie punktowaną krawędzią, pod lupą czarną.
Trzon
Pokryty czarnobrązowymi łuskami, górą biały i wydzielający bursztynowe krople. Pierścień błoniasty.
Cechy mikroskopowe
Zarodniki wąskoelipsoidalne do półelipsoidalnych, gładkie, często z bocznym wierzchołkiem, średnio: 6,5 × 3 μm, Q = 2,23. Cheilocystydy gruszkowate. Piramidalne łuski kapelusza zbudowane ze strzępek przemieszanych z komórkami kulistymi, niektóre z brązową zawartością.

## Występowanie i siedlisko
Podano stanowiska w Europie i azjatyckich obszarach Federacji Rosyjskiej. Jest gatunkiem rzadkim. W Polsce do 2003 r. znane było tylko jedno stanowisko podane przez Stanisława Domańskiego w 1997 r. w Łazienkach Królewskich w Warszawie, ale w późniejszych latach podano następne stanowiska. Najbardziej aktualne podaje internetowy atlas grzybów. Znajduje się w nim na liście gatunków zagrożonych i wartych objęcia ochroną.
Naziemny saprotrof. Występuje na ziemi bogatej w próchnicę, często w ściółce leśnej, w różnego typu lasach, najczęściej pod drzewami liściastymi (zwłaszcza bukami, grabami i dębami), ale także w lesie jodłowo-świerkowo-bukowym i w lesie świerkowym. Preferuje gleby wapienne o pH od obojętnego do zasadowego.